# مصنع إنتاج وإصلاح المدرعات (مصر)
مصنع إنتاج وإصلاح المدرعات أو مصنع 200 الحربي هي شركة مساهمة حكومية مصرية، إحدى شركات الهيئة القومية للإنتاج الحربي التابعة لوزارة الدولة للإنتاج الحربي، أنشأت سنة 1987 في منطقة أبو زعبل بمحافظة القليوبية على مساحة 2.5 مليون متر مربع، كنتيجة لعقد الاتفاق المُبرم بين الحكومة المصرية وحكومة الولايات المتحدة للإنتاج المشترك لدبابة القتال الرئيسية الأمريكية إم1 أبرامز، حيث أُنتجت أول دبابة في المصنع سنة 1992، واستمر المصنع في الإنتاج حتى أنتج لصالح القوات المسلحة المصرية أكثر من 1000 دبابة من هذا النوع.

## منتجات الشركة
- دبابة القتال الرئيسية الأمريكية إم1 أبرامز.[4]
- دبابة النجدة إم 88-أي 2 (هرقل).[5]
- مدفع كيه-9 ثاندر هاوتزر.[6]
- مدرعات تمساح 1، تمساح 2، تمساح 3، إس تي-500، وإس تي-100.[7]
- مركبة قتال المشاة سينا 200.[7]
- مركبة قتال المشاة المصرية (EIFV).[8]
- ناقلة الجند القتالية المصرية (SIFV).[9]
- راجمة الصواريخ رعد 200.[10]
- مقطورة نقل الدبابات (635NL).[11]
- حافلة كهربائية طراز (FOTON).

## وصلات خارجية
- الموقع الرسمي للشركة.